# Hider in the House
Hider in the House was een spelprogramma op de BBC en bij de NCRV. In het programma werd er tien uur lang een beroemdheid verstopt en dat weet het hele gezin, behalve een van de ouders. Deze denkt dat er een totaal ander programma wordt opgenomen. De kinderen moeten samen met die beroemdheid vijf opdrachten uitvoeren waarmee ze steeds 100 punten kunnen verdienen. Hierbij kan het voorkomen dat ze lawaai moeten maken of spullen uit het huis moeten gebruiken en deze moeten pakken zonder opgemerkt te worden. Er is een bonus van 250 punten als ze ervoor zorgen dat de persoon 10 uur lang verstopt blijft. Afhankelijk van het aantal punten wint het team een prijs.

## Britse versie
In 2007 begon op BBC Two en CBBC het programma Hider in the House. Het werd gepresenteerd door Jason King, Joel Ross en Kate Edmondson.

## Nederlandse versie
Sinds 17 januari 2009 is er ook een Nederlandse versie van Hider in the House. De Nederlandse versie wordt gepresenteerd door Jochem van Gelder en uitgezonden bij de NCRV op Nederland 3.

### Geschiedenis
In december 2008 verscheen het bericht dat Jochem van Gelder het programma Welkom bij ons Thuis gaat presenteren, waarbij hij een dag lang bij de mensen thuis komt en het gezin gaat volgen. Dit programma bleek uiteindelijk een dekmantel te zijn voor het echte programma Hider in the House. De eerste aflevering werd op 17 januari 2009 uitgezonden.

### Prijzen
- Bij minstens 100 punten een gezelschapsspel
- Bij minstens 200 punten een spellenpakket
- Bij minstens 400 punten een dag naar het pretpark
- Bij minstens 500 punten een spelcomputer
- Bij minstens 600 punten een geheel verzorgd weekend in een pretpark
- bij minstens 700 punten een geheel verzorgde week  in een pretpark

### Langsgekomen Bekende Nederlanders
1. Presentator Robert ten Brink → is niet ontdekt
2. Artiest Thomas Berge → is niet ontdekt
3. Presentatrice Dione de Graaff → is niet ontdekt
4. Artiest Dries Roelvink → is niet ontdekt
5. Artieste Monique Smit → is ontdekt tijdens opdracht 5
6. Acteur Koert-Jan de Bruijn → is niet ontdekt
7. Presentator Filemon Wesselink → is niet ontdekt
8. Artiesten Ernst en Bobbie (Erik van Trommel en Gert-Jan van den Ende) → zijn niet ontdekt
9. Artieste Kim-Lian van der Meij → is niet ontdekt
10. Auteur Paul van Loon → is niet ontdekt
11. Artiest Lange Frans → is niet ontdekt
12. Presentator Sascha Visser → is niet ontdekt
13. Acteur Quintis Ristie → is niet ontdekt